# گاراژ المپیک
گاراژ المپیک (اسپانیایی: Garage Olimpo‎) فیلم از سال ۱۹۹۹ در آرژانتین است که در ژانر درام و به کارگردانی مارکو بکیس ساخته شد. این فیلم توسط مارکو بکیس، انریکه پینییرو (از آرژانتین)، آمدئو پاگانی (از ایتالیا) و اریک هئومان (از فرانسه) تهیه و تولید شد.
فیلم در مورد یک جوان فعال سیاسی آرژانتینی است که توسط ارتش در طول جنگ کثیف در اواخر دههٔ ۱۹۷۰ میلادی ربوده شده است. او به یک مرکز به نام گاراژ اولیمپو در مرکز بوئنوس آیرس برده شده است.

## طرح
این فیلم روایتی است از ماریا (آنتونیا کوستا) که یک خانم فعال سیاسی در آرژانتین است و در حال مبارزه با سرکوبگری‌های دیکتاتوری نظامی در طول جنگ کثیف بود.
او همچنین خواندن و نوشتن را به کودکان در حومه بوئنوس آیرس در یک منطقه فقیرنشین می‌آموزد.
او در یک زندگی ضعیف و فقیرانه در خانه‌ای با مادرش دایان (دومینیک ساندا) چند اتاقی اجاره کرده‌اند و معیشت می‌کند. یکی از ساکنان یک مرد جوان به نام فلیکس (کارلوس اچواریا) است که عاشق ماریا شده ولی خجالتی است.
فلیکس به نظر می‌رسد که از جایی مهاجرت کرده و قرار است به کار به عنوان یک نگهبان در یک گاراژ بپردازد. یک روز صبح ماریا توسط یک گروه نظامی در لباس‌های غیرنظامی در مقابل مادر خود ربوده می‌شود و او را به گاراژ Olimpo که محلی شناخته شده برای شکنجه در مرکز بوئنوس آیرس است، می‌برند که جایی دور از توجه شهروندان است.
به زودی ماریا اسیر شده و فیلم فضایی ناراحت‌کننده و مینیمالیستی پیدا می‌کند.
تیگر، که مسئولیت مرکز با اوست، (انریکه پینییرو) از فلیکس، بهترین شکنجه‌گر خود، می‌خواهد که با ماریا صحبت کند.
هنوز فلیکس است می‌خواهد بر احساسات خود نسبت به ماریا غلبه کند و ماریا مصمم به سوءاستفاده از این وضعیت فلیکس برای زنده ماندن است.

## بازیگران
- آنتونیا کوستا به عنوان ماریا
- کارلوس اچواریا به عنوان فلیکس
- انریکه پینییرو به عنوان تیگر
- پابلو رازوک به عنوان تکس
- کیارا کازلی به عنوان آنا
- دومنیک سندا به عنوان دایان
- پائولا بکیس به عنوان گلوریا
- آدریان فونداری به عنوان روبیو
- مارسلو چپررو به عنوان تورسو
- میگوئل اولیویرا به عنوان نه‌نه
- روی کریگر به عنوان فرانسیسکو
- مارکوس منتس به عنوان ویبورا

### جوایز
برنده
- جشنواره فیلم هاوانا: جایزه منتقدان کوبا؛ گلائوبر روچا؛ مرجان بزرگ – جایزه اول؛ جایزه مرکز یادبود مارتین لوتر کینگ؛ جایزه OCIC; همه برای مارکو بکیس؛ جایزه مستند تاریخی برای دیوید بلائوستین ۱۹۹۹.
- جشنواره بین‌المللی فیلم تسالونیکی: فدراسیون بین‌المللی منتقدان فیلم جایزه رقابت بین‌المللی به خاطر بیان اعتراض و انتقال با ظرافت احساسات سیاسی و روانی دههٔ هشتاد؛ نقره الکساندر؛ هر دو برای مارکو بکیس؛ ۱۹۹۹.
- جشنواره فیلم هوئلوا آمریکای لاتین: کُلُن طلایی، مارکو بکیس؛ ۱۹۹۹.
- جشنواره فیلم آمریکای لاتین ییدا: جایزه فیلمنامه ICCI برای مارکو بکیس و لارا فرمدر؛ ۲۰۰۰.
- لوکاس – جشنواره بین‌المللی فیلم‌های کودکان و جوانان: جایزه C. I. F. E. J. برای صحنه‌های ویژه؛ لوکاس بخش جوانان؛ مارکو بکیس؛ ۲۰۰۰.
- انجمن منتقدان فیلم آرژانتین: بهترین کارگردانی مارکو بکیس؛ بهترین ویرایش خاسوپو کوئادری؛ ۲۰۰۰.
- جشنواره فیلم کارتاگنا: کاتالینای سرخپوست طلایی، بهترین فیلم برای مارکو بکیس؛ ۲۰۰۰.
- دیوید دی دوناتلو ایتالیا: دیوید بهترین تولیدکننده برای آمدئو پاگانی؛ ۲۰۰۰.
- جشنواره بین‌المللی سنتا باربارا: جایزه فونیکس برای مارکو بکیس؛ ۲۰۰۰.

نامزد
- جشنواره فیلم تسالونیکی: الکساندر طلایی برای مارکو بکیس؛ ۱۹۹۹.
- جایزهٔ انجمن منتقدین فیلم آرژانتین: کندر نقره ای، بهترین بازیگر نقش مکمل زن، آنتونیا کوستا؛ بهترین کارگردانی هنری/تولید طراحی روملو آبد؛ بهترین فیلمبرداری رامیرو سیویتا؛ آرشیو فیلم؛ بهترین بازیگر جدید، آنتونیا کوستا؛ بهترین فیلمنامه اصلی مارکو بکیس و لارا فرمدر؛ ۲۰۰۰.
- جایزهٔ آریل مکزیک: نقره آریل، بهترین فیلم آمریکای لاتین، مارکو بکیس؛ ۲۰۰۱.
- جایزه دیوید دو ناتلو: دیوید، بهترین کارگردان برای مارکو بکیس؛ بهترین ویرایش خاسوپو کوئادری؛ بهترین فیلم، بهترین فیلمنامه، مارکو بکیس و لارا فرمدر؛ ۲۰۰۰.
- جایزهٔ ملی سندیکای ژورنالیست‌های سینمایی ایتالیا: روبان نقره ای، بهترین کارگردان مارکو بکیس؛ بهترین ویرایش خاسوپو کوئادری؛ بهترین داستان‌های مارکو بکیس و لارا فرمدر؛ بهترین تولیدکننده آمدئو پاگانی؛ ۲۰۰۰.